# 超级飞侠
是韩国、中国大陆、香港、澳門、臺灣、美国播出的电视动画影集。本动画讲述了飞机机器人乐迪与一群称为“超级飞侠”的小伙伴环游世界，为小朋友递送包裹，并帮助他们解决困难的故事。

## 登场角色
- （配音：李明幸〔臺〕，楊婉潼〔港〕）
- 特点：喷射式飞机  口号：每时每刻，准时送达！  性格特点：充满活力，积极乐观，乐于助人。  介绍：乐迪是世界上最快的飞机！他充满活力与自信。乐迪与国际机场上的每个人都非常友好，他喜欢飞往世界各地，帮助小朋友递送包裹。每当有困难时，他便会呼叫他最好的朋友“超级飞侠”来帮忙！
- 
- 特点：拥有超酷工具箱  口号：以最好准备，迎接无限可能！  性格特点：开朗自信，聪慧过人，任何时候都能做出正确的判断。  介绍：多多是“超级飞侠”中的优秀工程师。他总是以最好的状态，迎接无限的可能。他是一个善良且值得信赖的好伙伴，拥有强大的工具箱，总能在关键时刻帮助到其它小飞侠。虽然多多头脑聪慧，但总喜欢搞出让人哭笑不得的事情。
- 
- 特点：救援型直升飞机  口号：我是小爱，我就是救援飞侠！  性格特点：充满激情，活力四射，天真无邪  介绍：小爱是一架粉红的救援直升机，身上带有救援绳和应急装备。别看她斯斯文文，她可是非常厉害的哦。只要乐迪陷入危急情况，需要帮助时，小爱就会立刻出动，因为他们是最好的伙伴！
- （配音：鍾少庭〔臺〕）
- 口号：是我发光发亮的时候了！  性格特点：热情好动，好奇心旺盛，乐于挑战高难度  介绍：酷飞是一架特技表演飞机！他常在空中进行表演并且希望成为观众的焦点。酷飞喜欢与他的好朋友乐迪进行比赛。每当乐迪遇到困难，酷飞总会最快地出现。
- （直译：「奉班長」）
- 口号：无论是大问题还是小问题，都在我掌控！  性格特点：谦逊理智，刚直不阿。  介绍：包警长是一架正气凛然，充满正义感的飞机，包警长是个工作狂，即使没有事情发生也会找东西去做.他常常外出巡逻寻找罪案.但每当他遇到案件出现时，他就会变得强悍而极端。
- 
- 
- 
- 
- 

## 争议
2021年初，该动画被网友指出一些问题。在第四季第25集《陪韩国朋友过中秋节》中，乐迪在中秋节时要送一个包裹给韩国全州的小女孩韩娜，然后在她家里了解到韩国人过中秋节会吃一种叫“松饼”的糕点，并参与了松饼的制作。一名微博用户表示，虽然她极力向孩子说明中秋节吃月饼是中国的传统，但女儿坚持认为中秋节是韩国的节日。此外，该动画片部分集数存在中国地图使用不严谨的问题。其后，《超级飞侠》已在中国大陆各视频网站全部下架，并邀请地图专家进行审核，依据国家法规进行改正。对有争议的中秋剧集已作废处理，同时将重新制作。有律师认为，出品方可能涉嫌违反《互联网文化管理暂行规定》。

## 海外播映
| 香港 ViuTV 星期六 16:30 - 17:00         | 香港 ViuTV 星期六 16:30 - 17:00            | 香港 ViuTV 星期六 16:30 - 17:00 |
| --------------------------------------- | ------------------------------------------ | ------------------------------- |
|                                         | 超級飛俠 第3季 （2019年6月15日－10月26日） |                                 |
| 精靈戰車                                | 雞仔樂園2                                  |                                 |
| 星期六 17:30 - 18:00                    |                                            |                                 |
| 郭富城鼓舞‧動起來網上慈善演唱會家有寵兒 | 超級飛俠 第4季 （2020年5月16日－9月26日）  | 區區有樂                        |
| 星期六 17:00 - 17:30                    |                                            |                                 |
| 太空小子Let's Go! 2                     | 超級飛俠 第5季 （2021年5月1日－9月11日）   | 魔法俏公主之來自星星的女神 2    |
| 星期日 16:30 - 17:00                    |                                            |                                 |
| 魔幻陀螺5                               | 超級飛俠 第6季 （2022年4月10日－8月21日）  | Team S.T.E.A.M.! S1             |
| 星期四、五 16:30 - 17:00                |                                            |                                 |
| 露娜環遊世界 第2季                      | 超級飛俠 第6季 （2023年9月21日－11月24日） | 露露洛洛                        |
| 星期六 16:30 - 17:00                    |                                            |                                 |
| 變形金剛：地球火種                      | 超級飛俠 第7季 （2024年2月10日－6月22日）  | 機器戰士 - 英雄世紀             |
| 星期一至三 16:30 - 17:00                |                                            |                                 |
| 百變小露露7                             | 超級飛俠 第7季 （2025年2月10日－3月25日）  | 衝鋒戰士                        |

## 外部連結
- http://sw.auldey.com/ （页面存档备份，存于）
- 東森電視官方網站上《Super Wings （页面存档备份，存于）》的資料（繁體中文）
- http://gdalpha.com/star/star_details/id/2.html （页面存档备份，存于）
- http://funnyflux.kr/eng/works/6/view.do （页面存档备份，存于） （英語）
- https://www.youtube.com/watch?v=F5XELzVKYc4
- https://www.ganjingworld.com/channel/1hdnq8aslhp1Z9oIPwRr2i7nf1500c